# پنتوروم
پنتوروم (به انگلیسی: Penthorum) نام یک تیره از گیاهان از راستهٔ خاراشکن‌سانان است. پنتوروم‌ها گیاهانی پایا هستند که ارتفاع آن‌ها حدود نیم متر است. این تیره از دو گونه تشکیل شده‌است، یکی در شرق آسیا و دیگری در شرق آمریکای شمالی. و در طبقهٔ خانواده خاراشکنیان یا خانوادهٔ پنتوروم‌ایان(Saxifragaceae) قرار می‌گیرد. نزدیک‌ترین خویشاوند آن ممکن است Haloragaceae باشد.